# Svedjeholmen (vid Onas, Borgå)
För andra betydelser, se Svedjeholmen (olika betydelser).
Svedjeholmen är en ö i Finland. Den ligger i Finska viken och i kommunen Borgå i den ekonomiska regionen  Borgå i landskapet Nyland, i den södra delen av landet. Ön ligger omkring 33 kilometer öster om Helsingfors.
Öns area är 15,7 hektar och dess största längd är 0,7 kilometer i öst-västlig riktning. Ön höjer sig omkring 25 meter över havsytan.